# Bram Tchaikovsky
Bram Tchaikovsky (* 10. November 1950 als Peter Bramall in Lincolnshire, England) ist ein britischer Sänger und Gitarrist.

## Leben
Tchaikovsky spielte ab den späten 1960er Jahren in lokalen Rockbands in seiner Heimatstadt Lincolnshire. 1977 war er eines der Gründungsmitglieder von The Motors. Er spielte auf den ersten beiden Alben der Band, die sich beide in den britischen Albumcharts platzieren konnten und mehrere Hitsingles abwarfen. Die Geschicke der Motors wurden von den beiden Songwritern der Band gelenkt, Andy McMaster und Nick Garvey. Unzufrieden mit der Situation nahm Tchaikovsky während der Produktion des zweiten Bandalbums die Single Sarah Smiles auf. Mit dieser Single gelang es ihm, einen eigenen Schallplattenvertrag beim neu gegründeten Label Radar zu unterzeichnen und eine eigene Band unter seinem Namen zu gründen. Weitere Mitglieder waren der Bassist Micky Broadbent und der Schlagzeuger Keither Boyce. Das erste Album Strange Man, Changed Man enthielt neben Sarah Smiles auch den von Ronald Thomas, dem Bassisten der Heavy Metal Kids, verfassten Titel Girl of My Dreams. Als Gastmusiker wirkte Mike Oldfield mit, der die Tubular Bells spielte. Als Single ausgekoppelt, platzierte sich der Titel 1979 auf Position 37 der Billboard Hot 100. Das Album erreichte im Fahrwasser der erfolgreichen Single Platz 36 der Billboard 200. In Europa blieb der Erfolg derweil aus, nur in den Niederlanden gelang mit Platz 32 für Sarah Smiles ein Achtungserfolg.
Tchaikovsky veröffentlichte zwei weitere Alben, die zwar noch die hinteren Chartränge erreichten, aber keine weiteren Hitsingles mehr hervorbrachten. Das zweite Album The Russians Are Coming wurde in den USA unter dem Namen Pressure vertrieben. Der ausbleibenden Erfolg bewog Tchaikovsky, sich aus dem Musikgeschäft zurückzuziehen. 2018 wurden die drei Alben der Band als Boxset auf CD wiederveröffentlicht.

## Diskografie

### Alben
- 1979: Strange Man, Changed Man
- 1980: Pressure
- 1980: The Russians Are Coming
- 1981: Funland

### Singles
- 1978: Sarah Smiles
- 1979: Lullaby of Broadway
- 1979: Girl Of My Dreams